# Ачінт'я-бгеда-абгеда
Ачінт'я-бгеда-абгеда (санскр. सचेत तत् त्वम् असि, acintya bhedābheda IAST, «вчення про незбагненно-єдинороздільне суще») — один з напрямів веданти, яка є філософсько-богословською основою традиції ґаудія-вайшнавізму. Ачінтья-бгеда-абгеда-таттва-вада — це незбагненна для людського розуму єдність і відмінність між творінням і Творцем або між Верховною Богом-Особою Крішною і Його енергіями.Ачінт'я означає «незбагненний», бгеда перекладається як «відмінність» і абгеда як «єдність». Це вчення вперше було сформульовано в XVI столітті Чайтан'єю Магапрабгу і його послідовниками.

## Філософія
Бог є подільним (бгеда) і неподільним (абгеда) в один і той же час. Для людського розуму це незбагненно (ачінт'я). Знайти вирішення цього протиріччя можна лише в духовній сфері. Відповідно до «Бгаґавата-пурани», незбагненну єдинність та множинність в один і в той же час сутність (ачінт'я-бгеда-абгеда-таттви) осягають в трьох іпостасях: як безособову духовну субстанцію (Брахман), як всепроникну Параматму і як верховного особистісного Бога (Бгаґаван).
Бгаґаван включає в себе Параматму і Брахман і є найвищою іпостассю Бога. Ці три гносеологічних аспекти відповідають трьом онтологічним рівнями Вищої реальності: сат (буття), чит (знання) та ананда (блаженство), які відкриваються пізнающій особі в залежності від характеру її прагнень. Знаходяться вони різними шляхами: Джнані, філософи, які прагнуть осягнути Брахман, знаходять вічне буття (сат), йоґи, що намагаються зосередитися в своєму серці на Параматму, досягають досконалого знання (чит), а бгакті, тобто ті, хто присвячує себе любовному відданому служінню Бгаґаваном, знаходять блаженство.
Богословське поняття ачінт'і-бгеди-абгеди-таттви дає відповідь на питання про те, як Бог може бути єдиним зі Своїм творінням але в той же самий час бути відмінним від нього. Крішнаїтське богослов'я не є пантеїстичним, тому що не відкидає окремого існування Бога у Своїй особистісній формі. Однак, в той же самий час, творіння (яке в кришнаїтській богословськії термінології іменується «космічним проявом») ніколи не існує окремо від Бога. Бог завжди є верховним володарем Свого творіння, здійснюючи цей контроль за посередництвом Своїх енергій (пракріті). Згідно з Бгактіведанти Свамі Прабгупади:
|  | По суті, філософії персоналізму і імперсоналізм не суперечать один одному. Той, хто збагнув Бога, знає, що Його особистісний і безособовий аспекти одночасно присутні в усьому сущому і що в цьому немає ніякого протиріччя. Ґрунтуючись на цьому розумінні, Господь Чайтан'я Магапрабгу дав людям піднесену філософію ачінт'я-бгеда-і абгеда-таттви, одночасної єдності і відмінності. |

Часто наводиться приклад Сонця і сонячних променів. Попри те, що як Сонце, так і сонячні промені є частиною однієї і тієї ж дійсності, існує величезна різниця між променем світла в приміщенні і знаходженням в безпосередній близькості від самої планети Сонце. У якісному відношенні, Сонце і сонячне світло — одне, але в кількісному відношенні між ними існує величезна різниця. Та ж сама аналогія може бути використана у відношенні живих істот і Бога, де Джива має божественні якості, але тільки в дуже обмеженій кількості, не розділяючи безмежних якостей Бога. У цьому й полягає різниця між індивідуальними душами і Верховним Господом.

## Цікаві факти
- Фраза «ачінт'я-бгеда-абгеда таттва» використовувалася в приспіві хіта «Tattva» британської інді-рок групи Kula Shaker.[4]
- Від цього вчення походить назва французького рок-гурту «Acintya»